# Tunnelbau

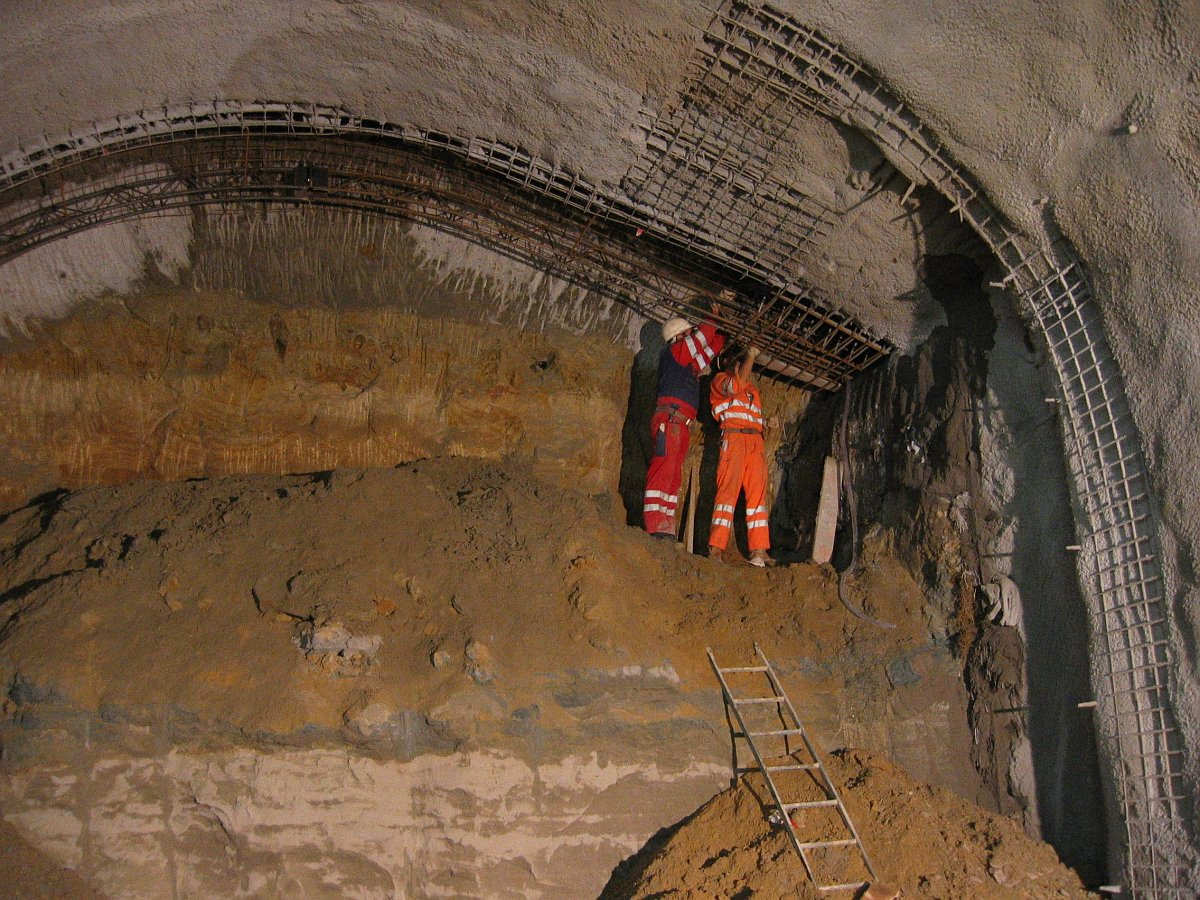
Tunnelbau

Der Tunnelbau ist der Teilbereich des Tiefbaus, der sich mit der Herstellung unterirdischer Hohlräume (Tunnel, Stollen, Schächte, Kavernen u. Ä.) beschäftigt.
Es können zwei grundlegende Bauweisen unterschieden werden. Bei geringer Überdeckung kann die offene Bauweise angewandt werden. Bei großer Überdeckung erfolgt die bergmännische Ausführung im Untertagebau in geschlossener Bauweise, der teils auf Arbeitsweisen des Bergbaus beruht. Die heutigen modernen Formen des geschlossenen Tunnelbaus sind die Spritzbetonbauweise gemäß NÖT oder der Einsatz von offenen bzw. Schildvortriebs-Tunnelbohrmaschinen. Es werden aber auch noch Stollen vorgetrieben, die mit Stempeln und Verbau gesichert und dann ausgezimmert/-gemauert werden. Dabei sind Erfahrungen aus dem Bau von Tonnengewölben hilfreich.

## Grundzüge
Der Tunnelbau zählt zu den faszinierendsten, aber auch schwierigsten Aufgaben im Baubereich. Zwischen dem dauerhaften Tunnelbauwerk, dem Ausbruch des erforderlichen Tunnelhohlraums und dem zu durchquerenden Gebirge bestehen direkte Abhängigkeiten. Das umgebende Gebirge wird für die Tragwirkung mit genutzt, wird also zum Baustoff. Der Ausbruch des Tunnelhohlraums vollzieht sich meist in Gebirgsformationen, die auf Grund ihrer Entstehung unterschiedlich geschichtet, zudem gefaltet und in verschiedener Weise der Verwitterung und dem Wasserzutritt ausgesetzt sind. Der Bauuntergrund weist mit seinen Materialeigenschaften und deren Kennwerten große Streubreiten auf, denen die Bauverfahren und vor allem ihre Sicherungsmaßnahmen Rechnung tragen müssen.

„Der Tunnelbau vereinigt Theorie und Praxis zu einer eigenen Ingenieurbaukunst. Bei Wichtung der vielen Einflüsse steht je nach dem Stand der eigenen Kenntnisse einmal die Praxis, das andere Mal mehr die Theorie im Vordergrund. Der Ingenieurtunnelbau wird heute weitgehend von Bauingenieuren betrieben, doch sollte sich jeder bewusst sein, dass Statik- und Massivbaukenntnisse allein nicht ausreichen. Geologie, Geomechanik, Maschinentechnik und insbesondere Bauverfahrenstechnik gehören gleichwertig dazu.“

## Voraussetzung
Voraussetzung eines Tunnelbauvorhabens ist die genaue Kenntnis der geologischen Beschaffenheit und Festigkeit des Gebirges, der Gesteinsschichtung und -zusammensetzung und ihres Verlaufs sowie der Wasserführung der Gesteinsschichten, der auftretenden Drücke und die bodenmechanische Analyse. Umgrenzung des lichten Raumes, Stärke der Auskleidung, Abdichtung, Wasserführung und Belüftung werden im „Entwurfsquerschnitt“ beschrieben.
Im modernen Tunnelbau werden Brandschutzthemen in Form von Fluchtwegen, Notausstiegen, Brandmelde- und Sprinkleranlagen frühzeitig in die Planung mit einbezogen.

## Begriffsklärungen

### Allgemeines
- Vortrieb – Gesamtheit aller Maßnahmen, die das Fortschreiten des Tunnelbaues beschreiben. Im Wesentlichen: Ausbruch, Schuttern und Sichern.
- Ausbruch – Entnahme von Boden oder Festgestein an der Ortsbrust.
- Haufwerk / Hauwerk – Ausgebrochenes Material (in der Regel Boden oder Festgestein)
- Schuttern – Entfernen des Haufwerkes aus dem Ortsbrustbereich
- Sichern – Einbau von Stützmittel, um Verformungen des Tunnels zu verringern und das Nachfallen von Material zu verhindern.
- Stützmittel – Tunnelschale meist aus Beton- oder Stahltübbingen (Fertigteile) oder Spritzbeton mit Bewehrung.
- Nachfallen – Ungewollter Ausbruch von mehr Material als vorgesehen während eines Abschlages.

### Geometrie

#### Querschnitt

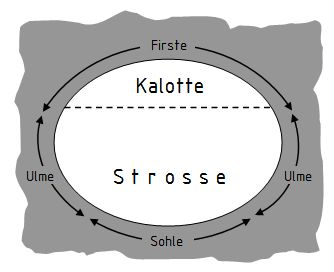
Begriffe im Tunnelquerschnitt

Im Tunnelbau werden Begriffe verwendet, die aus dem Bergbau stammen und daher nicht allgemeinverständlich sind. Die nebenstehende Grafik verdeutlicht die Bezeichnungen für den Tunnelquerschnitt.
- Kalotte – oberes Drittel des Tunnelquerschnitts
- Strosse – untere zwei Drittel des Tunnelquerschnitts
- Firste – Decke des Tunnels
- Ulme – Seitenwand des Tunnels
- Sohle – Boden des Tunnels
- (Kämpfer – Punkt, an dem die Firste in die Kalotte übergeht)

#### Längsschnitt
Beim Ausbruch des Tunnelhohlraums, also dem „Rohbau des Tunnels“, sind gebräuchlich:
- Abschlag – Entnahme des Bodenmaterials aus der Ortsbrust im zyklischen Vortrieb. (Abschläge verlängern den Tunnel und stellen den eigentlichen Vortrieb dar.)
- Ortsbrust – Ende des Tunnels, von welchem aus Vorgetrieben wird. Ausbruchquerschnitt im Gebirge
- Abschlagstiefe – mögliche Ausbruchtiefe (in Tunnellängsrichtung) ohne Sicherung

Die Untertagebauten werden eingeteilt in:
- Tunnel – langgestreckte, horizontal oder nur wenig geneigt verlaufende unterirdische Hohlräume mit mehr als 25 m² Querschnitt, vorwiegend als Straßen- oder Eisenbahntunnel,
- Stollen – langgestreckte, horizontal oder bis 20 % geneigt verlaufende unterirdische Hohlräume mit weniger als 25 m² Querschnitt, vorwiegend als Wasser- und Luftleitung, zur Aufnahme von Leitungen oder als Zugang für andere Untertagebauwerke genutzt,
- Schächte – langgestreckte, schräg verlaufende (mehr als 20 % geneigte) oder senkrechte Hohlräume zur Überwindung von Höhenunterschieden, Aufgaben ähnlich wie Stollen,
- Kavernen – Felshohlräume mit großen Querschnitten bei relativ kurzer Länge, vorwiegend als Lager, Speicher oder zur Aufnahme von Maschinen, z. B. für Wasserkraftwerke, genutzt.

### Sonstige

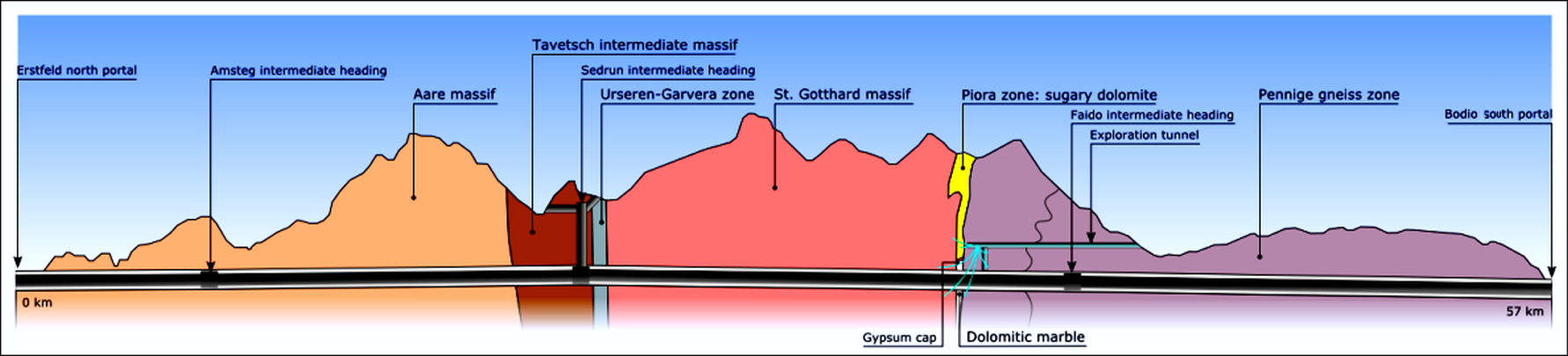
Längsschnitt des Gotthard-Basistunnels mit englischer Beschriftung – Zwischenangriffe bei Amsteg, Sedrun und Faido

- Querschlag – Verbindungstunnel zwischen zwei (Haupt-)Tunneln.
- Zwischenangriff – bei längeren Tunnel wird häufig an mehr als zwei Stellen gleichzeitig mit dem Ausbruch begonnen. In den meisten Fällen erfordert das zusätzliche Schächte zur Erreichung dieser Punkte. Teilweise wird an dieser Stelle (dauerhaft oder nur für den Zeit der Bauarbeiten) auch eine Kaverne angelegt.

## Tunnelbaugeräte

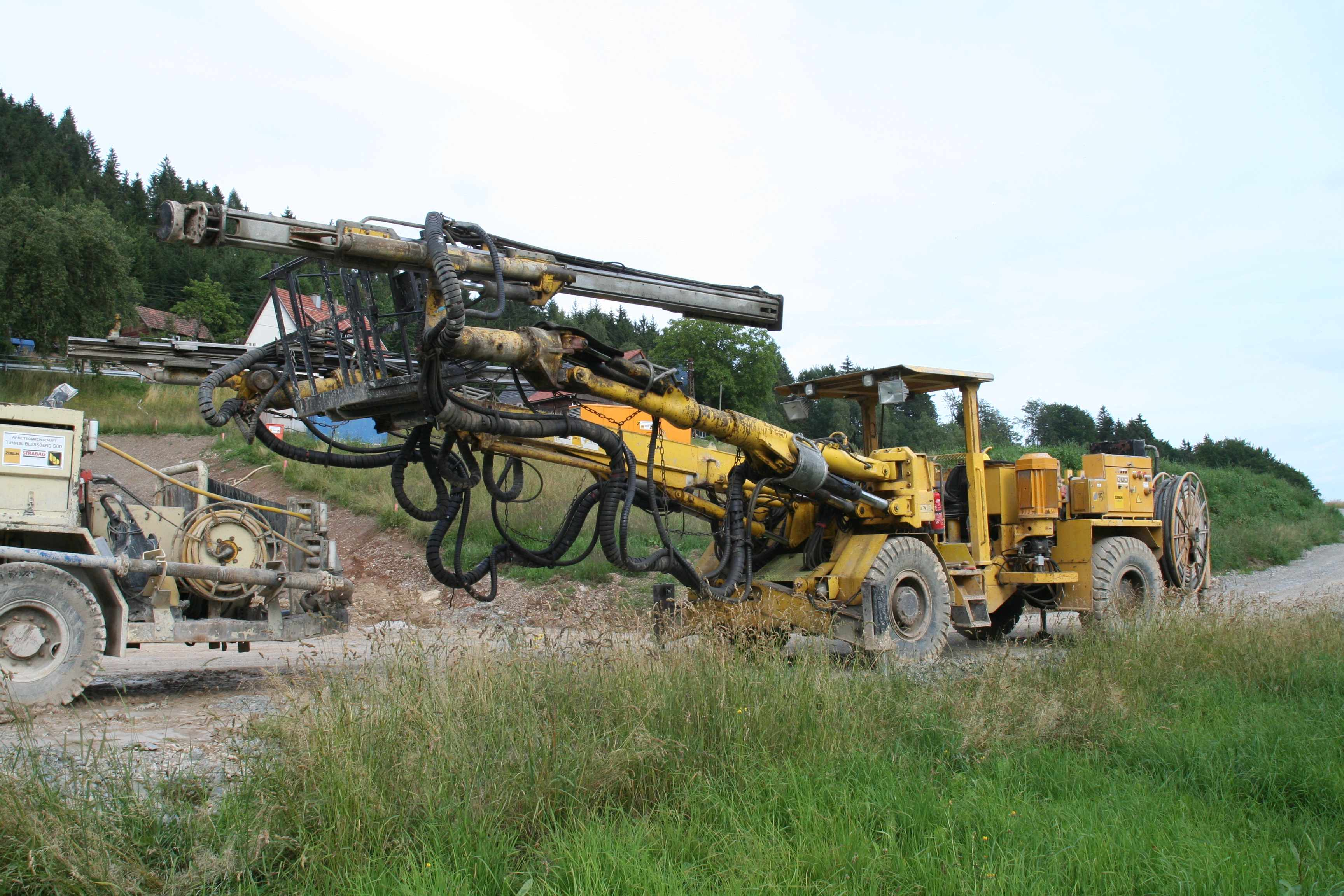
Bohrwagen mit zwei Lafetten für Sprengvortrieb

Im Tunnelbau werden unter anderem folgende Maschinen verwendet:
- Geräte zum Lösen des Gesteins (Bagger, Bohrhämmer, Drehschlagbohrmaschinen, Schrämmaschinen, Tunnelbohrmaschinen, Schildvortriebsmaschinen), Sprengmittel
- Geräte zum Laden des Gesteins (Schotterbänder, Stollen- oder Schaufellader, Radlader)
- Geräte zum Transport des Gesteins (Loren, Feldbahnen, Tiefmuldentransporter, Transportbänder)
- Geräte zum Betonieren (Betonpumpen, Betonspritzmaschinen („Spritzbüffel“), pneumatische Betonfördermittel, Schalwagen)

## Bauweisen und Vortrieb
Grundsätzlich wird zwischen offener und geschlossener (bergmännischer) Bauweise unterschieden. Bei einer offenen Bauweise, auch cut and cover-Verfahren genannt, wird der der Tunnel gebaut, indem die gesamte Tunnelstrecke aufgegraben und nach dem Bau des Tunnels wieder eingeschüttet wird. Bei der geschlossener Bauweise, wird der der Tunnel von einem oder beiden Endpunkten her vorangetrieben.
Ein weiteres Unterscheidungsmerkmal ist das Gebirge. Im Wesentlichen wird zwischen Festgestein und Lockergestein unterschieden. Lockergestein kann je nach Definition auch die feinkörnigsten Materialien wie Ton beschreiben. Auch die Einteilung in Festgestein (Fels der höchstens durch Klüfte zerstört ist), Lockergestein (Blöcke bis Schotter) und Boden (Feinkörnig) kann erfolgen.
Des Weiteren wird in zyklischen (Heutzutage meist NÖT – Neue Österreichische Tunnelbaumethode) und kontinuierlichen Vortrieb mit Tunnelvortriebsmaschine unterschieden.
Gerade bei längeren Tunneln in geschlossener Bauweise gibt es oft auch „Zwischenangriffe“, wobei zwischen den beiden Enden des Tunnels ein Schacht auf die Höhe der Tunnelsohle gebracht wird und von dort aus der Tunnel in eine oder beide Richtungen gegraben wird.
Der Durchschlag, bei dem sich die beiden Vortriebsenden treffen, oder ein Vortrieb das Obertage erreicht, wird mit einer Feier begangen.

### Zyklischer Vortrieb

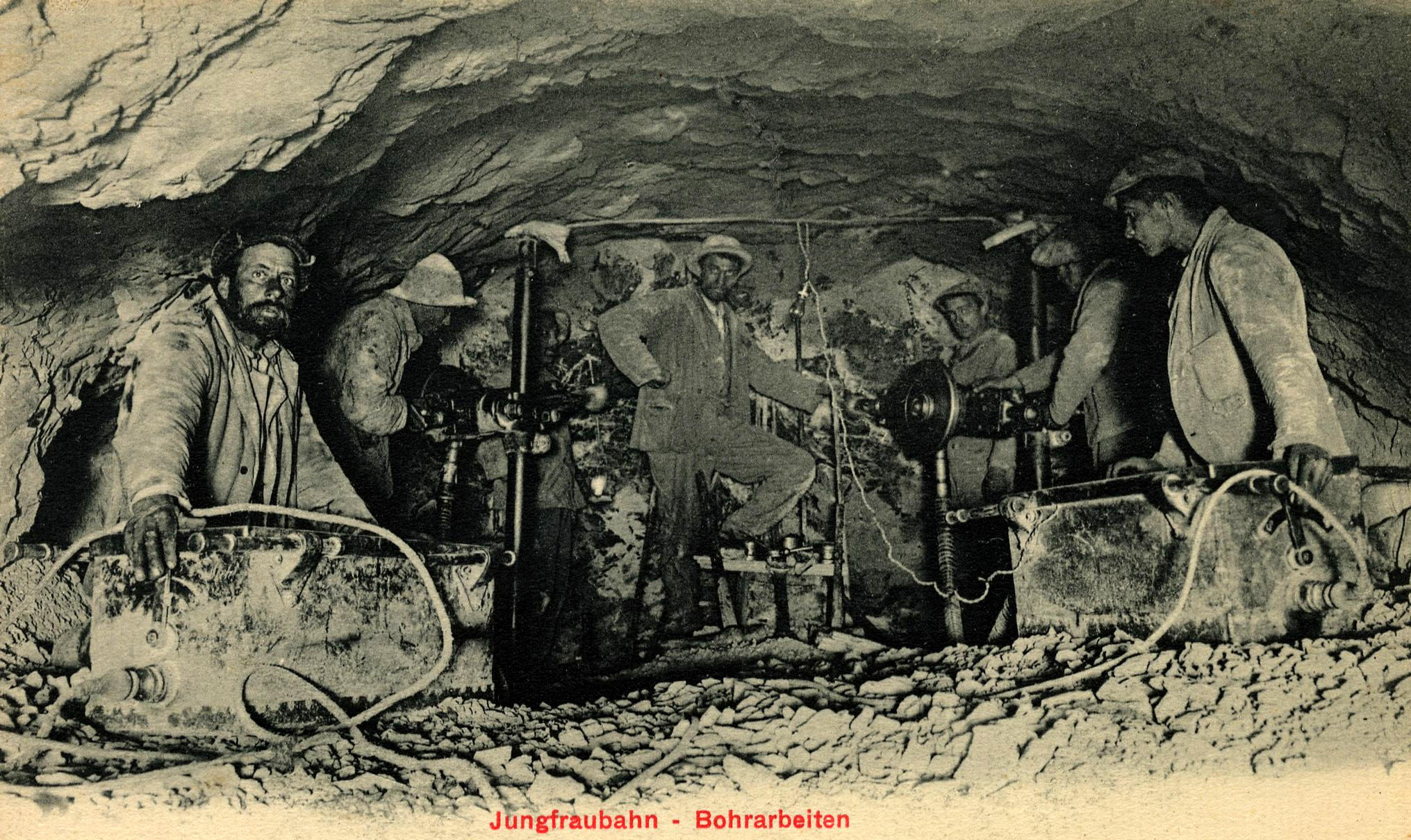
Bohrarbeiten beim Bau der Tunnel der Jungfraubahn in den Schweizer Alpen (um 1900)

Der zyklische Vortrieb ist dadurch gekennzeichnet, dass die Schritte (Teil- oder Voll-) Ausbruch, Schuttern und Sichern abwechselnd statt finden. Der Ausbruch erfolgte vor der Verfügbarkeit von Maschinen händisch und später auch durch Sprengstoff (Ab dem Jahr 1627 mit Schwarzpulver) als Hilfsmittel. Seit der Verfügbarkeit von Maschinen werden hauptsächlich Bagger, Teilschnittmaschinen (Fräse), Drucklufthammer und moderne Sprengtechniken eingesetzt. Die Wahl der Hilfsmittel ist unter anderem vom Untergrund und der Umgebung (Erschütterungsempfindlichkeit) abhängig. Auch werden verschiedene Techniken häufig kombiniert.
Das gelöste Gestein wird anschließend mit Lademaschinen auf Fördermittel geladen und abtransportiert.
Vortrieb ist dabei die Bezeichnung für die Bauweise, aber auch die gewonnene Strecke, die in Meter pro Tag angegeben wird.
- Bei der traditionellen Bauweise wird ein Richtstollen als First- oder Sohlstollen ins Gebirge vorgetrieben. Anschließend erfolgt der Gesteinsausbruch abschnittsweise bis zur Erstreckung des Gesamtquerschnitts. Danach schließen sich Sicherung gegen Nachbrechen und Vollausbau als weitere Arbeitsschritte an. Die traditionelle Bauweise erfordert zur Sicherung einen großen Aufwand Holz.
- Beim modernen Vollausbau werden freigelegte Flächen durch Spritzbeton, Felsanker, Stahlbögen und andere Bauelemente gesichert. Durch Einsatz von vollautomatischen Großmaschinen kann die Auszimmerung entfallen. Diese Methode nennt man auch Neue Österreichische Tunnelbaumethode.

Die Vortriebsweise kann, in Abhängigkeit vom Untergrund, wie folgt gewählt werden. Die Auflistung erfolgt in absteigender Reihenfolge der Gebirgsqualität:
- Vollausbruch – Öffnen der gesamten Ortsbrust in einem Abschlag.
- Teilausbruch – Aufteilen des Abschlages in einzelne Teilflächen, die nacheinander ausgebrochen und gesichert werden.
- Kalottenvortrieb – Vorauseilender Ausbruch der Kalotte, die Strosse wird in einem bestimmten Abstand „nachgezogen“.
- Ulmenstollen – Vertikale Teilung des Querschnittes in zwei oder drei Flächen. Bei der Teilung in 3 Flächen wird im linken und rechten Ulm jeweils ein kleinerer Stollen vorgetrieben. In der Mitte verbleibt ein Kern, der erst später ausgebrochen wird. Die innenliegende Tunnelschale der Ulmenstollen (Der „Ulmenstiel“) muss dabei wieder abgebrochen werden. Der Vortrieb kann auch mit nur einem Ulmenstollen erfolgen.
- Pilotstollen – Herstellung eines kleinen, kreisrunden, Stollens und anschließender Aufweitung auf den gewünschten Querschnitt. Dabei wird der Pilotstollen vollständig abgebrochen.

Diese Varianten stellen die üblichen Methoden dar. Es gibt jedoch auch Mischformen und andere Methoden. Es gilt meist: je geringer die Stabilität des Untergrundes, um so mehr wird der Vortrieb in kleinere Einzelschritte aufgeteilt.
Im Folgenden werden einige Tunnelbaumethoden kurz beschrieben. Dabei kommen auch Mischformen und Techniken in der Praxis vor, die sich nicht eindeutig zuordnen lassen. Einige davon werden heutzutage nicht mehr angewendet und auch der Ausbau mit Stein- oder Ziegelmauerwerk ist nicht mehr üblich.

#### Neue Österreichische Tunnelbaumethode
Mitte des 20. Jahrhunderts wurde in Österreich der NÖT-Vortrieb (Englisch NATM) entwickelt. Dieser Vortrieb unterscheidet sich wesentlich zu den bisher eingesetzten Bauweisen, bei welchen der Ausbau des Tunnels durch einen massiven Verbau sehr steif erfolgte. Es wurde bei den alten Bauweisen viel Wert darauf gelegt, dass möglichst keine Setzungen entstehen und ein Großteil der Gebirgslast vom Ausbau übernommen wird. Aus diesem Grund erfolgte der Einbau massiver Stützmittel möglichst sofort nach dem Ausbau.
Die Entwicklung des Spritzbetons und auf Basis neuer geotechnischer Überlegungen wurde die NÖT-Bauweise entwickelt. Ziel dieser Entwicklung war unter anderem das Einsparen von Stützmitteln und der Notwendigkeit händisch ein aufwändiges Gewölbe herzustellen. In dem eine Verformung des Gebirges gezielt zugelassen wird, kommt es zu einer Umlagerung der vertikalen Gebirgsspannungen auf den Bodenkörper neben dem Tunnel. Entgegen früherer Überlegungen ist diese Umlagerung permanent und führt sowohl in vielen Festgesteinsarten, als auch in vielen lockeren Böden nicht zum sofortigen Einsturz des Bauwerks. Um die fortschreitende Setzung der Tunnelschale zu stoppen, wird diese mit Spritzbeton gestützt. Dieser Spritzbeton gibt in den ersten Tagen noch etwas nach, da er nicht sofort eine ausreichende Festigkeit entwickelt. Bei zunehmender Festigkeit klingen die Verformungen ab und der Beton übernimmt eine tragende Funktion, welche jedoch weit geringer ist, als ein sofortiger steifer Ausbau mit beispielsweise Mauerwerk oder Tübbingen. Somit reichen für diese Tunnelschalen Dicken von teilweise unter 4 % des Tunneldurchmessers. Die NÖT wird auch Spritzbetonvortrieb genannt.
Auch diese Tunnelbaumethode ist nicht immer eindeutig zu anderen Methoden abgrenzbar.

#### Ringbau
Zu den modernen Bauverfahren gehört die Ringbauweise, die mit dem Ausbruch und Ausräumen der Kalotte beginnt. Daran schließt sich das Verlegen mehrteiliger Ringschwellen an, wobei der Ring von Sohl- oder Ringschwelle, Lehrbogen, Reiter und Ausbruchbogen gebildet wird. Nach dem Aufbringen von Spritzbeton kann die Strosse ausgeräumt und das Sohlgewölbe hergestellt werden.

#### Kernbau
Bei der Kernbauweise oder deutschen Bauweise werden zuerst zwei seitliche Sohlstollen als Raum für die Widerlager und ein Firststollen ausgebrochen, bevor man sich durch die Firste zu den Sohlstollen vorarbeitet. Erst nach Fertigstellung der Tunnelwandung wird der Massivkern herausgebrochen. Bis zu diesem Zeitpunkt dient dieser auch als „Stützkern“, um eine mögliche Längsverschiebung der Ortsbrust zu verringern.

#### Belgische Bauweise
Bei der Unterfangbauweise oder belgischen Bauweise beginnt man mit dem Ausbau und der Abstützung der Firste (= Kalotte). Daran schließt sich die Ausführung des Widerlagers abschnittsweise durch seitliches Einschlitzen von einem Richtstollen aus an (= Strossenbau).

#### Alte österreichische Bauweise
Bei der Alten österreichischen Bauweise wird ein Sohlstollen vorangetrieben, der vergrößert wird. Daran schließt sich das Aufschlitzen bis zum First an. Von dort aus erfolgt der Vollausbruch.

#### Vortriebsbauweise
Bei der Vortriebsbauweise oder englischen Bauweise erfolgt der Vollausbruch nacheinander, an den sich das Einziehen des Gewölbes unmittelbar anschließt.

#### Versatz
Bei der Versatzbauweise oder italienischen Bauweise beginnt man mit dem Ausbruch des unteren Drittels und dem sofortigen Einziehen des unteren Widerlagerteils und Sohlengewölbes.

#### Messerbauweise
Die Messerbauweise bedient sich die Firste sichernder, stählerner, zugespitzter Kanaldielen, die am Rand des Gewölbes als Vortriebsmesser bei gleichzeitigem Vortrieb der Tunnelbrust ins Gebirge vorgetrieben werden. Das Gewölbe wird abschnittsweise produziert.

### Kontinuierlicher Vortrieb (Tunnelvortriebsmaschine)
Der kontinuierliche Tunnelvortrieb erfolgt mit Tunnelvortriebsmaschinen (TVM). Die Methoden mit TVM haben den wesentlichen Merkmal, dass der Vortrieb kontinuierlich geschieht. Dies bedeutet, dass Ausbruch, Schuttern und Sichern gleichzeitig geschehen. Meist werden mit einer TVM nur Kreisquerschnitte hergestellt. Sonderbauarten ermöglichen heutzutage aber auch rechteckige Formen.
Auswahlkriterien für die TVM:
- Gebirgsfestigkeit (Festgestein mit oder ohne Klüfte, Lockergesten, Boden (Stücke bis max. 6 cm), Wechselhaft)
- Wasserverhältnisse
- Tunnellänge
- Querschnittsform

Es gibt einige Arten und Mischformen von Tunnelvortriebsmaschinen, die nicht einfach systematisch kategorisierbar sind. Wesentliche Unterscheidungsmerkmale sind jedoch:

#### Ausbruchmethode
Der Ausbruch wird meistens mittels sich drehendem Schneidrad getätigt. Dieses Schneidrad, welches sozusagen den „Bohrkopf“ bildet, ist mit Rollmeißeln und / oder Sicheln bestückt. Das Schneidrad hat außerdem Öffnungen, durch welche das Ausbruchsmaterial fällt, und dahinter weiter gefördert wird. Eine spezialvariante ist das sogenannte Thixschild für lockere Böden. Bei diesem befindet sich zwischen der Ortsbrust und der die TVM eine begrenzenden Schottwand sowie ein Erdbrei mit Bentonitanteil und ein Cutterarm, welcher den Boden ausbricht. Der Erdbrei dient hier als Stützmittel für die Ortsbrust. Bis zur Verfügbarkeit von Tunnelbaumaschinen gab es für Lockergesteine Konstruktionen, bei denen anstatt eines Schneidrades ein Gerüst mit Schild stand, von welchem der Ausbruch durch die Mineure händisch erfolgte. Direkt im Anschluss erfolgte dann der Einbau einer Schale aus Mauerwerk.

#### Ortsbruststützung
Falls erforderlich wird die Ortsbrust im TVM-Vortrieb mit einem Erdbrei, einer Bentonitsuspension, Druckplatten oder Druckluft gestützt. Das Schneidrad dient nicht der Stützung der Ortsbrust.

#### Stützung des Gewölbes
Nach der Öffnung der Ortsbrust wandert durch die Fahrgeschwindigkeit der neue und ungestützte Teil der Tunnelröhre in Richtung hinterem Arbeitsbereich. Wenn das Gebirge sehr standfest ist, wie bei sehr stabilem Festgestein, muss keine temporäre Sicherung erfolgen. Hier können die Tübbinge – wenn erforderlich – direkt eingebaut werden. In manchen Fällen wird der Tunnel gar nicht mit einer Schale ausgebaut. In diesem Fall wird oft nur ein Firstschild zum Schutz vor herabfallenden Gesteinsteilen verwendet.
In allen Fällen, in denen die Gesteinsqualität gering, wird die TVM samt Mannschaft durch ein Schild geschützt und die Ortsbrustlaibung durch dieses gestützt. Dieses Schild ähnelt einem Rohr und verkleidet den gesamten Arbeitsbereich, in welchem das Gebirge noch nicht gestützt ist. In diesem Arbeitsbereich innerhalb des Schildes werden die Tübbingringe zusammen gebaut. Durch die Bewegung der TVM wird das Schild dann langsam aus dem Bereich zwischen Gebirge und Tübbingring gezogen. Der entstehende Hohlraum wird anschließend gefüllt, sodass das Gebirge kraftschlüssig mit den Tübbingen in Kontakt ist, und diese die Stützung übernehmen.

#### Krafteinleitung
Die Kraft, mit welcher die hydraulischen Pressen den vorderen Teil der TVM (Hauptsächlich das Schneidrad) gegen die Ortsbrust drücken, benötigt ein Widerlager um in die richtige Richtung zu arbeiten. Als Widerlager dient das umgebende Gebirge. Hier gibt es zwei Möglichkeiten die Kraft in dieses einzuleiten:
1. Die Pressen nutzen die Stirnflächen der Tübbinge als Widerlager. Die Tübbinge leiten diese Kraft anschließend über die Mantelreibung in das Gebirge ein.
2. Wenn kein Schild enn kein Tübbingausbau erfolgt (Gutes Festgestein), werden Maschinen mit Einzel- oder Doppelgripper eingesetzt. Diese Gripper pressen normal auf die Laibung des umgebenden Gebirges um so ein festes Widerlager zu bilden. Die Längskräfte werden anschließend über die Reibung der Gripper eingeleitet.

#### Tübbinge
Die Tübbinge bestehen im Regelfall aus hochfestem Beton mit einem Anteil an Fasern für zusätzliche Bewehrung. In manchen Fällen sind auch Stahltübbinge in Verwendung. Diese sind dünner und rosten, wobei der Rostvorgang erfahrungsgemäß sehr Langsam fortschreitet. Problematisch ist bei Stahltübbingen das Brandverhalten.
Bei nicht standfestem Gestein wird der Ausbruch teilweise noch nach traditioneller, aber modifizierter Bauweise vorgenommen. Die Ursachen für nicht standfestes Gestein sind fast ausnahmslos sogenannte Störzonen.

### Offene Bauweise

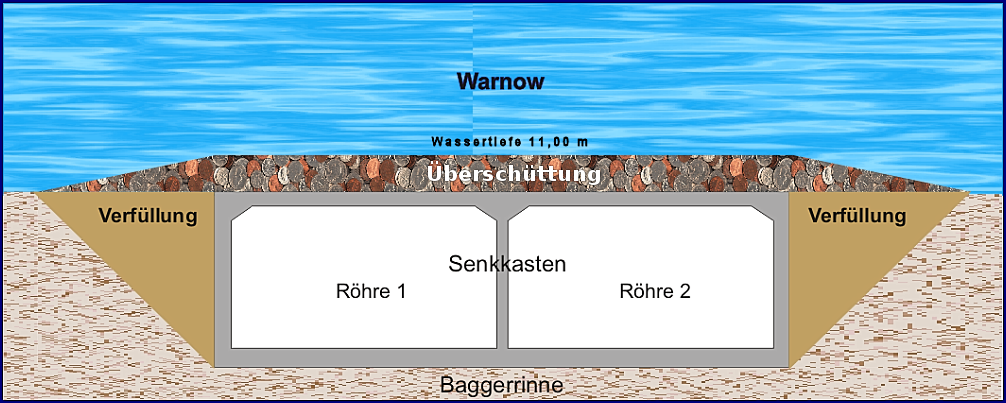
Querschnitt des Warnowtunnels

Als „offene Bauweise“ (im Englischen auch „Cut and Cover“ genannt) bezeichnet man im Weiteren Sinne alle Tunnelbauversionen, bei denen während des Baus Kontakt zwischen Tunnelboden und Tageslicht in direkter vertikaler Linie besteht, der Tunnel also „nach oben offen“ ist. Klassischerweise wird dabei – wie der englische Name andeutet – ein Einschnitt vorgenommen und dieser nach Vollendung des Baus mit einem „Deckel“ wieder abgedeckt. Es haben sich jedoch viele Varianten entwickelt (siehe unten).

#### Vor- und Nachteile
Die offene Bauweise wird bei geringer Überdeckung verwendet. Hauptgrund für die Verwendung der offenen Bauweise sind geringere Baukosten und die Möglichkeit auf Technologien und Geräte des „klassischen“ Tunnelbaus ganz oder teilweise verzichten zu können. Ein typisches Einsatzgebiet sind Unterpflasterbahnen in eng bebauten Altstädten oder im Gegenteil in noch zu entwickelnden neuen Stadtvierteln (in denen aber bereits der Platz über der Bahn „verplant“ ist). Allerdings werden unterirdische Bahnen zunehmend auch bergmännisch gebaut, um Verkehrsbehinderungen und Belästigung der Anwohner zu vermeiden und um sich das Umlegen von Versorgungsleitungen zu ersparen. Bergmännische Bauweise ermöglicht auch freiere Trassierung – solange die Fundamente intakt bleiben, können Gebäude „unterfahren“ werden, bei offener Bauweise müssten diese abgerissen oder versetzt werden. In einigen Fällen wurde in offener Bauweise „um Gebäude herum“ gebaut und diverse temporäre Stützkonstruktionen verwendet, um Gebäude trotz offener Bauweise erhalten zu können. Die – zum Beispiel bei der U-Bahn Nürnberg angewandte – „fahrdynamische Trassierung“, bei der der tiefste Punkt der Strecke regelmäßig zwischen zwei Bahnhöfen liegt, das Gelände also „mitbremst“ bzw. „mit beschleunigt“ ist zwar bei offener Bauweise denkbar, jedoch ist dann eine größere Menge Material zu bewegen, um an den tiefsten Punkten anzugelangen.

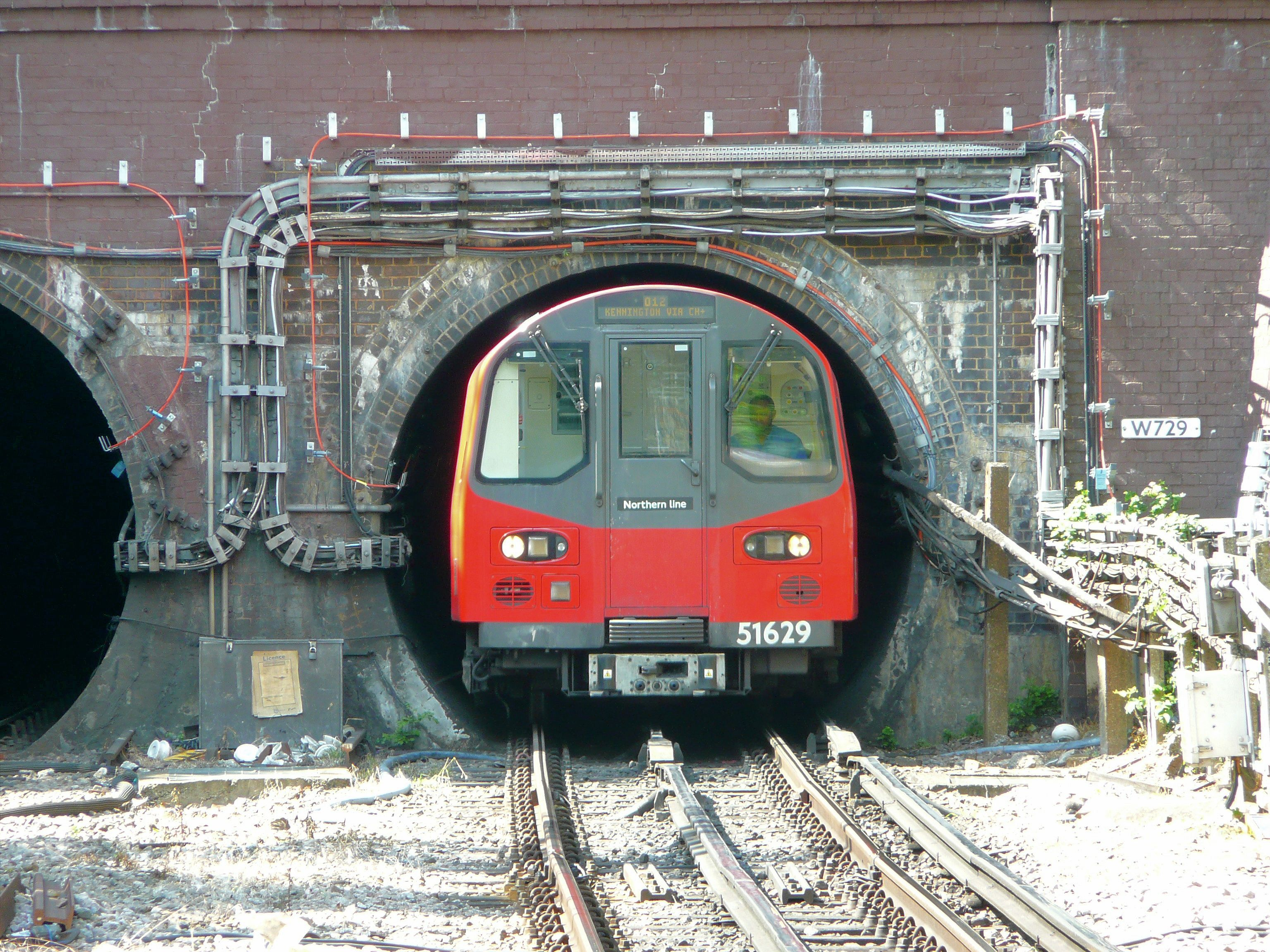
Historisch erforderte bergmännische Bauweise oft eng bemessene Tunnel wie hier bei der London Underground

Die offene Bauweise von Tunnelbahnen wird im Neubau auch durch die Renaissance der Straßenbahn zunehmend durch „klassische“ Straßenbahnen mit wenn überhaupt geringen Tunnelabschnitten (die dann oft bergmännisch angefahren werden) verdrängt. Bei nicht standfestem Untergrund kann es einfacher sein, mittels offener Bauweise „Seitenwände“ und anschließend einen „Deckel“ zu bauen als die oben erwähnten Methoden der bergmännischen Bauweise. Historisch erlaubte die offene Bauweise größere Querschnitte, was bei der London Underground eindrucksvoll durch die engen (bergmännisch angefahrenen) „Tube“-Linien im Vergleich zu den breiteren in offener Bauweise entstandenen Linien derselben Ära erkennbar ist.

#### Untertypen
- Bei der herkömmlichen offenen Bauweise bleibt die Baugrube während der gesamten Bauzeit offen. Die seitlichen Verbauwände werden vor oder beim Bodenaushub niedergetrieben.
- Bei der Deckelbauweise werden Bohrpfahlwände oder Schlitzwände aus Stahlbeton errichtet, zwischen denen die Baugrube ausgehoben wird. Sobald die Höhe erreicht ist, in der Bagger und Radlader arbeiten können, wird die Grube zur Aufrechterhaltung des darüber fließenden Straßenverkehrs abgedeckelt. Allerdings ist es auch möglich, den Deckel direkt auf den Baugrund herzustellen, ohne davor eine Baugrube auszuheben. Danach muss jedoch der komplette Tunnelquerschnitt von den Portalen aus ausgehoben werden. Die Deckelbauweise findet beim Bau von Unterpflasterbahnen Anwendung.
- Zur Querung von Gewässern wird die Einschwimm- und Absenktechnik in Deutschland selten angewandt. Bei ihr werden an Land vorgefertigte Senkkästen (Caissonverfahren) oder Tunnelstücke eingeschwommen und im ausgespülten Flussbett versenkt. Beispiel: Warnowtunnel. Auch der Fehmarnbelttunnel zwischen Deutschland und Dänemark soll auf diese Weise gebaut werden.

### Stabilisierungsmethoden
Den möglichen Einsturz eines Tunnels zu verhindern, stellt heutzutage in den meisten Fällen kein großes Problem dar. Je nach Untergrund, besonders bei lockerem Material, kann der Vortrieb jedoch große Setzungen an der Oberfläche verursachen. Da nach jedem Ausbruch die Tunnellaibung zeitweise ungestützt ist, verformt sich diese in Richtung des Hohlraumes. Meist wird versucht diese Verformung, nur soweit wie nötig, zu reduzieren. Im U-Bahn-Bau betragen die erlaubten Verformungen oft nur wenige Zentimeter. Im folgenden werden Methoden erklärt, die primär für Lockergestein gelten. Bei Verformungen in Festgestein, wie sie zum Beispiel in stark gestörtem Gebirge auftreten, sind die Beträge oft weitaus größer (Teils mehr als einen Meter). Auf solche Verformungen wird nicht mit den hier beschriebenen Methoden reagiert.

#### Druckluft
Um bei sehr durchlässigen, wasserhaltigen Böden, wie beispielsweise grundwasserführender Schotter den Wassereinbruch zu verhindern, kann der Tunnel oder auch nur ein bestimmter Bereich um die Ortsbrust mit Druckluft beaufschlagt werden. Der Überdruck muss dabei größer sein, als der höchst mögliche Wasserdruck um Wasserkörper (Am tiefsten Punkt, der Sohle). Bei dieser Technik kommen Schleusen zum Einsatz und es gibt besondere Bestimmungen bezüglich Arbeitnehmerinnenschutz.

#### Gefrierverfahren
Beim Gefrierverfahren werden in einem Ring um den künftigen Tunnel Bohrungen gestoßen, in denen ein Kälteträger zirkuliert und den Wassergehalt des umliegenden Bodens gefriert. Danach kann der Tunnel vorgetrieben werden, ohne dass das umliegende Gebirge hereinbricht. Anschließend wird der Tunnel beispielsweise analog wie ein NÖT - Tunnel aufgefahren.

#### Rohrschirme
Zur Unterfahrung sensibler Bauwerke werden Rohrschirmdecken eingesetzt, wobei dicke Stahlrohre unter die Fundamente vorgetrieben und mit Stahlbeton ausgegossen werden. Vereinzelt wird wassergesättigter, schwimmender Beton vor dem Ausbruch vereist oder versteinert.

#### Injektionen
Im städtischen Bereich, wenn die Überlagerung so gering ist, dass Gebäude durch den Vortrieb geschädigt werden könnten, werden Hebungsinjektionen (Genauer: Kompensationsinjektionen) eingesetzt. Hierzu werden von einem Schacht horizontale Bohrungen unter die betreffenden Gebäude gesetzt. Diese Bohrungen werden mit einem speziellen Rohr ausgekleidet, welches Öffnungen besitzt. Um ein Gebäude anzuheben, wird gezielt über die benötigten Löcher ein Mörtel in unter hohen Druck eingebracht. Um nur die gewünschten Löcher zu füllen, wird der Rohrabschnitt mit Packern begrenzt. Solche Hebungen sollten koordiniert mit den prognostizierten Setzungen vor dem Tunnelbau erfolgen. Nach dem Tunnelbau müsste jedenfalls abgewartet werden, bis die Tunnelschale ausreichend fest ist. Andernfalls kann diese unter der höheren Belastung nachgeben und die gewünschte Wirkung bleibt aus. Auch bei einem ausgebauten Tunnel besteht ein Risiko, dass nachträgliche Injektionen nicht wirksam sind.

### Verformungen
Jeder Hohlraumbau bewirkt eine Entspannung und eine Spannungsumlagerung des Gebirges. Diese beiden Effekte führen in der Theorie dazu, dass sich die gesamte Tunnellaibung in den Hohlraum bewegt. In der Praxis ist der Vorgang komplexer und kann deutlich von vereinfachten Beschreibung abweichen. Die Sohle hebt sich nach dem Ausbruch aufgrund der Entlastung und die Firste setzt sich durch die fehlende Stützung. Auch die Ortsbrust wird aufgrund der fehlenden Stützung in Richtung Hohlraum wandern. Die Folgen dieser Deformationen sind einerseits die Verkleinerung des Tunnelquerschnittes, andererseits können sie bei hoher Geschwindigkeit auch eine Gefahr darstellen. Meist bei geringer Überlagerung besteht auch die Möglichkeit, dass signifikante Setzungen an der Erdoberflächen entstehen. Wenn diese Setzungen verhindert werden sollen, hat dies auch einen Einfluss auf die Vortriebsmethode. Grundsätzlich wird heutzutage versucht die Verformungen möglichst zuzulassen (Merkmal der NÖT), da dies die Spannungsumlagerung im Gebirge fördert, und weniger Stützmittel notwendig sind. In empfindlichen Gebieten wie Städten ist diese Möglichkeit besonders bei seichten Tunneln naturgemäß eingeschränkt, im Gegensatz zum Vortrieb im Freiland oder in großen Tiefen.

## Beurteilung des Gebirges für den Tunnelbau

### Festgestein
Grundlagen für die Auslegung und Berechnung der Tunnelbauwerke, für die Wahl der Ausbruchmethode und für die Auswahl der zwischenzeitlichen Ausbruchsicherungen während des Baus bilden:
| Gebirgs- klassen | Stehzeit       | Repräsentative Gebirgsarten                                            | Standzeit bei ungesicherter Spannweite Dauer\|Länge(m) | Standzeit bei ungesicherter Spannweite Dauer\|Länge(m) | Gebirgsverhalten und Sicherung                                   | Spritzbeton                                            |
| ---------------- | -------------- | ---------------------------------------------------------------------- | ------------------------------------------------------ | ------------------------------------------------------ | ---------------------------------------------------------------- | ------------------------------------------------------ |
| A                | Standfest      |                                                                        | 20 Jahre                                               | 4                                                      |                                                                  | nicht erforderlich                                     |
| B                | Nachbrüchig    | Quarzphyllite Chloritschiefer Kalkglimmer- schiefer                    | 0,5 Jahre                                              | 4                                                      | Leichte Nachbrüche                                               | 2 bis 3 cm im Kopfbereich                              |
| C                | Leicht gebräch | Dolomit in Störungs- streifen                                          | 7 Tage                                                 | 3                                                      | Anfängliche Standfestigkeit, Nachbrüche nach Monaten             | 3 bis 5 cm im Kopfbereich                              |
| D                | Gebräch        | Tonmergel mürbe Sandsteine                                             | 5 Std.                                                 | 1,5                                                    | Beim Ausbruch standfest, später kräftige Nach- brüche            | 5 bis 7 cm, im Kopfbereich mit Baustahlgewebe          |
| E                | Sehr gebräch   | Mergelige Sandsteine Tonglimmerschiefer Hartmergel Kalkblätterschiefer | 20 Min.                                                | 0,8                                                    | Beim Ausbruch starke Auflockerung, örtlich begrenzte Firstbrüche | 7 bis 15 cm mit Baustahlgewebe                         |
| F                | Druckhaft      | Schiefer Mergelschiefer Mergel bergfeuchter Ton                        | 2 Min.                                                 | 0,4                                                    | Sehr dichte und schwere Sicherung erforderlich                   | 15 bis 20 cm mit Baustahlgewebe ergänzt mit Stahlbögen |
| G                | Sehr druckhaft | Schiefertone, mürbe Mergel                                             | 10 Sek.                                                | 0,15                                                   | Vorauseilende Sicherung                                          | ausgesteifte Stahlbögen, nachträglich Spritzbeton      |

- Die Ergebnisse der Vorerkundungen mit Aufschlussbohrungen,
- Die hierauf aufbauende qualitativen und quantitativen Beschreibung des Gebirges mit Materialkennwerten,
- Gefährdungsbilder und Risikoanalysen.

Zur Beurteilung des Gebirges sind drei Klassifizierungssysteme gebräuchlich, die diese Zuordnung mit der Fragestellung wie, wann, was erreichen:
- Wie das Gebirge auf den Ausbruch reagiert, beschreibt das Gebirgsverhalten mit Gefährdungsbildern wie Steinfall, Niederbrüche, Bergschlag, Sohlhebung, Querschnittsverengung und Wasser- oder Gasaustritt.
- Wann das Gebirge mit abbrechendem Gestein (Nachbruch) reagiert, gibt die Stehzeit nach dem Ausbrechen des Hohlraums an.
- Was an Sicherungs- und Ausbaumaßnahmen erforderlich ist, beschreibt die Einordnung des Gebirges nach erforderlichen Sicherungsmaßnahmen.[1]

Die ersten beiden Gruppen ordnen die auftretenden Eigenschaften zu und grenzen die Maßnahmen ein, die in der dritten Gruppe zur Auswahl kommen, wie die Tabelle im Überblick zeigt. Siehe auch

### Lockergestein
Für den Vortrieb in Lockergestein wie gewachsene Böden, werden andere Bodenparameter herangezogen. Unter anderem kommen folgende in Frage:
- Wichte
- Reibungswinkel
- Kohäsion
- Steifemodul
- Wassergehalt
- Korngrößenverteilung
- Bei bindigen Böden zusätzlich: Plastizität, Ausrollgrenze, Konsistenz
- Durchlässigkeit

## Ausführung von Untertagebauwerken

### Auftragsvergabe
Da Tunnelbauwerke in der EU fast ausschließlich von öffentlichen Auftraggebern (Bahnbetreiber, Autobahnverwaltung, Militär, Energieversorger) gewünscht werden, erfolgt eine öffentliche Vergabe nach den entsprechenden Gesetzen. Aufgrund des meist sehr hohen Auftragsvolumens kommen hier das offene Verfahren, der wettbewerbliche Dialog oder die Innovationspartnerschaft infrage. Die beiden Letzteren werden eher bei neuartigen Techniken oder besonders herausfordernden Projekten angewendet. Die Ausschreibungsunterlagen des offenen Verfahrens werden nach dem Zuschlag direkt als Vertrag für die Durchführung herangezogen. Auftragnehmer solcher Projekte sind meist große, erfahrene Bauunternehmen mit ausreichender Kapazität. Häufig werden von diesen Unternehmen ARGEn gebildet, um eine stabile Durchführung zu ermöglichen, da solche Projekte auch für sehr große Unternehmen eine Herausforderung werden können. Zusätzlich werden oft auch gewisse Bereiche des Projektes an Subunternehmer abgegeben.

### Organisationsformen
Zur Erstellung von Untertagebauwerken kommen drei Organisationsformen der Bauwirtschaft in Frage:
- Bei der Organisationsform des Einzelleistungsträgers sucht der Bauherr im Rahmen einer Ausschreibung mit einem detailliert ausgearbeiteten Leistungsverzeichnis und Vorgabe der Ausbruch- und Vortriebsklassen nach einem geeigneten Bauunternehmen. Dies ist die im Untertagebau am häufigsten genutzte Organisationsform.

- Die zweite Form stellt das Generalunternehmermodell dar, bei der die Gesamtleistung in einer funktionalen Ausschreibung mit einem Leistungsprogramm mit generellen Vorgaben u. a. zu Ausbruchklassen und Abrechnungssystemen vorgegeben wird.

- Die dritte Form besteht in der Vergabe an einen Totalunternehmer mit funktionaler Ausschreibung. Der Totalunternehmer zieht geeignete Bauunternehmen für die Bauaufgabe zusammen, ist meist nicht oder nur mit einem geringen Anteil selbst in der Bauausführung tätig. Diese Form wurde im Untertagebau bisher nur in wenigen Fällen gewählt.

### Planungs- und Ausführungsphasen
Die Leistungen bei einer Projektdurchführung mit einem Einzelleistungsträger laufen in den Planungs- und Ausführungsphasen in folgender Weise mit klar abgegrenzten Aufgabenzuordnungen ab:
In der Konzeptphase werden vom Bauherrn zunächst Vorstudien erstellt, die mit dem Vorentwurf genauer bearbeitet werden und in einer Konzept- und Machbarkeitsstudie als abschließender Entscheidungsgrundlage für diese Planungsphase münden. Im nächsten Schritt folgen geologische Studien und eine erste Zusammenstellung der Kosten als Kostenschätzung mit einem üblichen Genauigkeitsbereich von ± 30 bis 50 %.
Es schließt sich die Bauprojektphase an, in der weitergehende Baugrunduntersuchungen durchgeführt werden, geologische und ökologische Gutachten erstellt und eine grobe Einteilung in Ausbruchklassen vorgenommen werden.
Anschließend folgt das Genehmigungsverfahren, meist als Planfeststellungsverfahren. Im Planfeststellungsbeschluss werden die wesentlichen Genehmigungsauflagen für die weitere Planung und Ausführung festgelegt. Hierin enthalten sind insbesondere die Gewährleistung der Umweltverträglichkeit und des Schutzes der Interessen Dritter. Die Genehmigungsauflagen ergänzen die Leistungsbeschreibung der nachfolgenden Ausschreibung.
In der Bauprojektphase wird die Ausführungsplanung auf Basis der bisher arbeitende Unterlagen erstellt und verfeinert. Meist werden in dieser Phase ergänzende Baugrunduntersuchungen nötig, um offene Fragen für das Aufstellen des Leistungsverzeichnisses zu klären. Im Leistungsverzeichnis werden Vortriebsverfahren und die zugehörigen Sicherungen sowie die Einteilung des Bauwerks in Ausbruchklassen festgeschrieben. Damit gibt der Bauherr bei dieser Organisationsform des Einzelleistungsträgers weitestgehend das Bauverfahren, die Konstruktion des Bauwerks und den Bauablauf vor. Er gewährt einen gewissen Spielraum für Vorschläge von alternativen Bauabläufen oder Ausbauweisen, die von den Anbietern als Sondervorschläge im Rahmen der Angebote unterbreitet werden können.
Nach der Ausschreibung, dem damit verbundenen Preiswettbewerb und der Auftragsvergabe führt der Bauunternehmer die einzelnen Bauabschnitte aus. Sofern Sondervorschläge beauftragt wurden, kann eine Anpassung der vorliegenden Genehmigung mit einem Planänderungsverfahren erforderlich werden. Der Bauunternehmer ist für die richtige Wahl der Geräte und Abläufe verantwortlich, die sich aus den vorgegebenen Bauverfahren und der richtigen Behandlung des Baugrunds ergeben. Veränderte geologische Verhältnisse zeigt der Bauunternehmer dem Bauherrn an, der über Änderungen der Ausbruch- bzw. Sicherungsklassen entscheidet.

### Vor- und Nachteile der Ausführung mit einem Einzelleistungsträger
Als Vorteil dieser Organisationsform kann der Bauherr individuell Planung und Ausführung beeinflussen, insbesondere Qualität und damit auch den Preis. Bei Planänderungen steht mit dem vereinbarten Leistungsverzeichnis eine gute Grundlage zur beidseitigen Abwicklung bereit. Dies spielt besonders eine Rolle, wenn sich aus der Geologie oder aus den Genehmigungsauflagen Unwägbarkeiten ergeben. Vorteilhaft ist bei diesem Verfahren ferner, dass mit der Ausschreibung der Preiswettbewerb zwischen den anbietenden Firmen genutzt werden kann.
Als Nachteil bei der Organisationsform des Einzelleistungsträgers besteht für den Bauherrn weiterhin das finanzielle und terminliche Risiko. Das grundlegende Risiko des Baugrundes verbleibt unabhängig von der Organisationsform beim Bauherrn, da er den Baugrund „zur Verfügung“ stellt und somit für die Beschaffenheit verantwortlich ist – Grundsatz: „Baugrund ist Bauherren-Risiko“. Im Tunnelbau ist dies besonders bedeutsam, da das umgebende Gebirge Teil des Bauwerks wird. Ergeben sich Unterschiede zwischen dem tatsächlich vorgefundenen Zustand und dem vereinbarten Leistungsverzeichnis, so gehen die daraus entstehenden Aufwendungen zu Lasten des Bauherrn.
Der Bauherr ist bei dieser Organisationsform außerdem für die Schnittstellenkoordination zu den anderen Leistungsträgern verantwortlich. Die stufenweise Bearbeitung der Planungsphase vor der Ausführung lässt keine beschleunigende Projektabwicklung zu, hieraus entsteht meist eine lange Projektdauer. Durch die Vorgabe der Tunnelausbaumethoden können besondere Kenntnisse und Methoden des Unternehmers nur begrenzt im Rahmen der genannten Sondervorschläge genutzt werden, die keine grundlegenden Änderungen zulassen. Aufgrund des reinen Preiswettbewerbs ist der Unternehmer meist daran interessiert, über Nachtragsforderungen seine oft enge Gewinnspanne zu vergrößern und die wirtschaftliche Auskömmlichkeit des Vorhabens zu verbessern.
Bei der Organisationsform des Einzelleistungsträgers ist für den Unternehmer vorteilhaft, dass er kein Risiko aus Abweichungen der Leistungsbeschreibung tragen muss und im Falle eines Einheitspreisvertrages alle ausgeführten Leistungen vergütet bekommt, auch die vorgenannten geänderten oder zusätzlichen Leistungen.